# فریدریش ماورر
فریدریش ماورر (انگلیسی: Friedrich Maurer; ۱۸ ژوئن ۱۹۱۲ – ۱۰ ژوئیهٔ ۱۹۵۸) بازیکن هندبال اهل اتریش بود.